# Phaeostigma (Superboraphidia) turcicum
Phaeostigma (Superboraphidia) turcicum is een kameelhalsvliegensoort uit de familie van de Raphidiidae. De soort komt voor in Turkije.
Phaeostigma (Superboraphidia) turcicum werd voor het eerst wetenschappelijk beschreven door H. Aspöck et al. in 1981.